# Unity (group de música)
Unity és un grup musical de noies neerlandès que està format per Demi van den Bos, Jayda Monteiro da Silva, Naomi Traa i Maud Noordam. Va néixer amb l'objectiu de participar al Junior Songfestival, selecció nacional del seu país, on elles van guanyar. Després a l'Eurovisió Júnior 2020 va aconseguir una quarta posició.

## Premis i candidatures
- Junior Songfestival (2020): Guanyadores del festival.
- Festival de la Cançó d'Eurovisió Júnior (2020): Quarta posició.

## Cançons
- Best Friends (2020)
- Best Friends (Versió acústica; 2020)
- Most Girls (Cover; 2020)
- Have my Heart (2021)
- Ding-A-Dong (Cover; 2021)
- We staan aan (2021)
- Christmas (2021)
- Light it up (2022)
- Let's go on a vacay (2022)